# Mohamed Khalfi
Pour les articles homonymes, voir Khalfi.
Mohamed Khalfi est un footballeur marocain né en 1938 à Casablanca et mort le 20 décembre 2003 à Rabat.

## Sélections en équipe nationale
1. 30/10/1960 Maroc - Tunisie Casablanca 2 - 1 Elim. CM 1962 / 1 but
2. 13/11/1960 Tunisie – Maroc Tunis 2 - 1 Elim. CM 1962
3. 11/12/1960 Maroc – RDA Casablanca 2 - 3 Amical
4. 22/01/1961 Maroc - Tunisie Palerme 1 - 1 Elim. CM 1962
5. 28/05/1961 Maroc - Ghana Casablanca 1 - 0 Elim. CM 1962 / 1 but
6. 23/11/1961 Espagne - Maroc Madrid 3 - 2 Elim. CM 1962
7. 10/12/1961 Maroc - RDA Casablanca 2 - 0 Amical
8. 02/07/1963 Maroc - Tunisie Casablanca 4 - 2 Elim. CAN 1963 / 1 but

## Palmarès

### Joueur
Avec le Wydad AC
- Championnat du Maroc (2)
  - Champion : 1954/55 et 1956/57
  - Vice-champion : 1951/52 et 1957/58
- Supercoupe du Maroc (3)
  - Vainqueur : 1952, 1955, 1957
- Coupe d'Ouverture de la Saison (1)
  - Vainqueur : 1951
- Coupe d'Élite du Maroc (1)
  - Vainqueur : 1955
  - Finaliste : 1956
- Coupe de l'Indépendance (1)
  - Vainqueur : 1956

Avec le Nîmes Olympique
- Championnat de France
  - Vice-Champion : 1957/58, 1959 et 1959/60

- Coupe de France
  - Finaliste : 1958 et 1961

### Entraineur-adjoint
Avec le Wydad AC
- Championnat du Maroc (3)
  - Champion : 1975/76, 1976/77 et 1977/78
  - Vice-champion : 1971/72 et 1979/80
- Coupe du Maroc (3)
  - Vainqueur : 1978, 1979 et 1981
- Supercoupe du Maroc (2)
  - Vainqueur : 1977, 1978
  - Finaliste : 1976
- Internationale Coupe MV (1)
  - Vainqueur : 1978
  - Troisième : 1977